# WALANT
WALANT-анестезія (акронім від англ. Wide-awake Local Anesthesia No Tourniquet) — техніка місцевої анестезії, яка зачасту використовуюється в кистьовій хірургії та дозволяє проводити оперативне втручання зі збереженим рівнем свідомості пацієнта та безкровно без використання кровоспинного джгута.
Складовими WALANT-анетстезії є мінімально дієва концентрація лідокаїну, мінімальна ішемізуюча концентрація адреналіну, відсутність джгута. Метод дає мінімальний ризик резорбтивних та ішемічних проявів цих препаратів, не потребує спеціальних проб на чутливість.

## Історія
У традиційній реконструктивній хірургії кисті склалася практика використання джгута–турнікета для тонкої дисекції важливих та водночас дрібних структур. Однак, можливість комфортного застосування джгута забезпечується наркозом або провідниковою анестезією з седацією пацієнтів та призначенням опіатів.
Канадський пластичний хірург доктор Дон Лалонд вперше запропонував та застосував метод WALANT, щоб скоротити час очікування на операцію. Він офіційно запропонував цю концепцію в 2005 році і з тих пір її інтернаціоналізували.
Виключення седації дає можливість виконувати більше процедур в амбулаторних умовах, а не покладатися на загальну анестезію лише в операційній. Використання WALANT-анестезії призводить до зниження вартості та підвищення безпеки пацієнтів.

## Особливості методу
Для WALANT-анестезії зазвичай використовує амідні місцеві анестетики — Лідокаїн або Бупівакаїн. Ці амідні місцеві анестетики блокують натрієві канали, що призводить до зниження больових відчуттів. Адренлін (епінефрин) використовується в поєднанні з амідним місцевим анестетиком для забезпечення гемостаз. Він досягається шляхом активації альфа-адренергічних рецепторів, викликаючи вазоконстрикцію кровоносних судин. Ця вазоконстрикція також затримує всмоктування лідокаїну, тим самим подовжуючи аналгезію та покращуючи профіль безпеки лідокаїну. Є докази того, що адреналін також викликає гемостаз через агрегацію тромбоцитів.
При поганому доступі до медичної допомоги, умовах амбулаторної хірургічна допомога (без спеціально облаштованої операційної та бригади анестезіологів) у віддалених місцях або місцях, де немає відповідних ресурсів можливо використання WALANT-анестезії.
WALANT-анестезія дозволяє хірургу більш точно поставити діагноз, при інтраопераційній оцінці, що є особливо важливим під час відновлення сухожиль згиначів, оскільки важче оцінити ії цілінсність та натяжіння без участі пацієнта. Така анестезія забезпечує точнішу оцінку зазорів між кінцями розірваних сухожилків завдяки активній участі пацієнта під час операції їх відновлення.

## Покази
Більшість поширених операційних процедур на ділянці кисті та передпліччя можуть успішно використовувати WALANT-анестезію.
Основна її роль і місце — це необ'ємні функцієутворюючі втручання із залученням складних ковзних та активних структур, відновлення яких потребує тісної інтраопераційної взаємодії з пацієнтом.
Такий метод анестезії ідеально підходить для пацієнтів із супутніми захворюваннями, які інакше могли б унеможливити операцію під седацією (застійна серцева недостатність, обструктивне апное уві сні). Протипоказанням до джгута є ще одна причина для вибору WALANT-анестезії (тобто хронічна ниркова недостатність з AV-фістулою).
Для складних процедур, що вимагають передових інструментів і додаткового персоналу, таких як перенесення сухожиль і фіксація кількох переломів, WALANT-анестезія також може бути легко виконана в операційній.
WALANT-анестезія може використовуватися для операцій при переломах кісток:
- остеосинтез кісток кисті та зап'ястку;[11]
- відкрита репозиція та остеосинтез пластиною переломів дистальної частини променевої кістки;[12]
- відкрита репозиція та остеосинтез ліктьового відростка;[11]
- відкрита репозиція та остеосинтез голівки променевої кістки;[11]
- відкрита репозиція та остеосинтез ключиці;[13]
- відкрита репозиція та остеосинтез надколінника;[14]
- остеосинтез переломів ділянки гомілкостопного суглоба;[15]
- остеосинтез переломів кісток стопи.[16]

## Протипокази

### Абсолютні
- Відсутність згоди пацієнта;[3]
- Відмова від співпраці пацієнта з лікарем (найчастіше при роботі з дітьми);[3]

### Відносні
- Тривожний стан;[3]
- Голкофобія;[3]
- Захворювання периферичних судин;[3]
- Гіперкоагуляція;[3]
- Гіперчутливість до лідокаїну;[3]
- Тривала інфекція;[3]
- Політравма;[3]
- Відсутність належного персоналу, навчання, матеріально-технічної бази;[3]
- Мовні/культурні відмінності, глухий пацієнт;[3]
- Захворювання печінки;[3]
- Тривалий прийом антикоагулянтів (суперечливо);[3]
- Перевага вибору загального наркозу;[3]
- Нездатність лежати на спині (біль у спині в анамнезі, апное сну та ін.).[3]

## Техніка

### Обладнання
Має бути під рукою реанімаційне обладнання для проведення реанімаційних заходів. Стерильне обладнання включає інструменти, рукавички, операціні покриття, розчини хлоргексидину/йоду. Голка для шприця меншого розміру (калібру від 25G до 27G) є ідеальною з двох причин: вона менш болюча при проникненні в шкіру та запобігає підвищеній швидкості ін'єкції кислого лідокаїну, яка створює дискомфорт для пацієнта.
Найбільш поширеною знеболювально-гемостазуючою сумішшю є 1 % лідокаїн з адреналіном 1:100 000. Інші співвідношення лідокаїну та адреналіну також показали ефективність у відновленні сухожилля зап'ястя (1:400 000) і при маніпуляціях з переломами (1:1 000 000).
Розчин 8,4 % бікарбоната (необов'язково), змішаний у співвідношенні 1 мл:10 мл із розчином лідокаїну та адреналіну, добре функціонує як буферний розчин для зниження кислотності лідокаїну під час ін'єкції (зменшує дискомфорт під час введення розчину анестетика).
Бупівакаїн можна додати до суміші лідокаїн-епінефрин у випадках, тривалість яких перевищує 2,5 години.
Завжди має бути доступний фентоламін, який готують у вигляді 1 г, розведеного в 1–10 мл 0,9 % фізіологічного розчину для нейтраілзації дії адреналіну (у випадках реакцій передозування).

### Підготування пацієнта
Пацієнти повинні прибути мінімум за тридцять хвилин до початку процедури. Якщо пацієнти не знайомі з медичною термінологією та стурбовані тим, що не будуть спати під час хірургічної операції, потрібно пояснити характер процедури простою та доступною мовою. Приблизно за тридцять хвилин до розрізу вводять розчин лідокаїн-епінефрин. Пацієнта переміщають в процедурну кімнату (операційну) за п'ятнадцять хвилин до початку операції. Дослідження виявили високий профіль безпеки при вимірюванні показників життєво важливих функцій, через 10-хвилинні інтервали протягом всієї процедури. Протягом перших кількох годин післяопераційного періоду кожні тридцять хвилин слід вимірювати життєво важливі показники.

### Техніка анестезії та дози
Три основні принципи WALANT: контроль болю за допомогою лідокаїну, контроль кровотечі за допомогою епінефрину та контроль тривоги за допомогою техніки та атмосфери в операційній.
Пацієнту роблять ін'єкцію, коли він сидить прямо, щоб уникнути потенційної вазовагальної реакції. Голку тримають якомога нерухоміше та вводять її під кутом, перпендикулярним до шкіри. Можна перемістити кінцівку до голки замість того, щоб вводити голку в шкіру, щоб зменшити дискомфорт. Вводять до 10 мл безпосередньо під шкіру та антеградно, утримуючи принаймні один сантиметр місцевого інфільтрату попереду кінчика голки, що просувається. Повторно вводять голку в уже онімілі ділянки для повторних ін'єкцій. При правильному введенні пацієнти повинні відчувати біль лише під час першої ін'єкції.

### Дози місцевого анестетика з адреналіном в залежності від оперативного втручання
- Вивільнення зап'ястного каналу — ін'єкція 10 мл на 5 мм проксимальніше зап'ясткової складки та на 5 мм ліктьової складки до серединного нерва, а також додаткові 10 мл глибоко в місце розрізу;[3]

- Спусковий палець (Trigger finger) — ін'єкція 4 мл в підшкірну клітковину на глибину місця розрізу. Уникайте ін'єкції в оболонку сухожилля;[3]
- Пальцевий сенсорний блок — ін'єкція 2 мл у дорсальну або волярну частину проксимальної фаланги дистальніше пальцево-долонної складки;[3]
- П'ясткові переломи — 40 мл по колу п'ясткової кістки;[3]
- Контрактура Дюпюітрена — ін'єкція 10 мл в долоню, 2 мл в проксимальну фалангу, 2 мл в середню фалангу;[3]
- Відкрита репозиція та внутрішня фіксація переломів дистальних відділів променевої кістки — ін'єкція 5 мл у дистальний перелом променевої кістки. 10 мл у волярний або дорсальний дистальний променевий відділ. Використовують більш концентрований 1:40 000 1 % лідокаїн-епінефрин, оскільки це процедура, яка потребує більшого гемостазу. Для волярної пластиник введіть 5 мл у м'яз квадратного пронатора. Для дорсальної пластинки вводять 5 мл в ретинальну оболонку сухожиль розгиначів.[3]

## Ускладення
Найбільш поширеною побічною реакцією, пов'язаною з WALANT-анестезіює, є вторинна непритомність у зв'язку з вазовагальною реакцією. Іншою поширеною реакцією є підвищена тривога у пацієнтів, які бояться бути в свідомості під час хірургічної процедури. З використанням лідокаїну також нечасто може виникати «тремтіння».
Поширений міф, пов'язаний з WALANT-анестезією, полягає в тому, що при застосуванні адреналіну існує високий ризик ішемії пальця. Це занепокоєння виникло в результаті дослідження з використанням прокаїну-адреналіну замість лідокаїну для знеболення. Прокаїн має більшу частоту ішемії пальців через його значно нижчий pH, ніж лідокаїн або бупівакаїн. Численні дослідження показали, що лідокаїн-епінефрин у контрольованих дозах безпечний для використання в пальцях.
Індукована адреналіном ішемія серця є рідкісним ускладненням WALANT-анестезії. Лідокаїн рідко викликає значні побічні ефекти. Однак при внутрішньосудинному введенні повідомлялося про судоми та зміну стану свідомості. Кардіотоксичність і смерть, спричинені внутрішньосудинним введенням бупівакаїну, також надзвичайно рідкісні. На відміну від лідокаїну, аналгетичний ефект бупівакаїну зникає перед парестезією.